# 福地健治
福地 健治（ふくち けんじ、1931年1月15日 - 1989年9月24日）は、日本の元プロボクサー、元プロボクシングトレーナー。東京都出身。元日本ウェルター級（2度獲得）、OBF東洋ウェルター級（2度獲得）王者。現役時代は王子拳道会（1954年より帝拳ボクシングジムへ改称）所属。

## 人物
日本ボクシング史に残る福地3兄弟の長兄で、左右のフックを得意とした。天才というより地道な努力型で人間味にあふれ、奪われた王座はすぐに奪い返し、帝拳黄金時代を担う1人であった。JBCレフェリーの福地勇治は長男である。

## 来歴
1948年7月24日、プロデビュー戦で判定勝利を収めた。1950年12月15日、第8回東日本フェザー級新人王トーナメント決勝戦で金子繁治（笹崎）に4R判定負けを喫し、1955年4月19日には大阪府立体育館で松山照雄（大星）の持つ日本ウェルター級王座に挑戦したが、判定負けを喫した。
日本王座獲得
1956年2月28日、大阪府立体育館で松山照雄に再挑戦し、判定勝利により日本ウェルター級王座を獲得した。同年10月3日、後楽園ジムで松山を迎えての初防衛戦に7RKO負けを喫し、王座を失った。
1957年8月2日、大阪府立体育館で松山に8RKO勝利を収め、日本ウェルター級王座を奪い返した。
東洋王座獲得
同1957年11月20日、5年近く王座に君臨したソムデス・ヨントラキット（タイ）に判定勝利を収め、OBF東洋ウェルター級王座を獲得した。この試合は年間表彰で、1957年度の年間最高試合賞を受けた。
1958年6月10日、後楽園ジムで沢田二郎（新和）に判定負けを喫し、日本王座を失った。
同1958年10月8日、沢田を迎えて東洋王座の初防衛戦を行い、判定で引き分けて王座を守った。1959年5月12日、スティーブ・トニー（フィリピン）に初回KO勝利を収め、同王座の2度目の防衛に成功し、同年11月5日、ムアンチャイ・TRO（タイ／1969年にジャガー柿沢と対戦したムアンチャイ・モンクトペッチと同じ選手）を迎えての3度目の防衛戦では判定で引き分けて同王座を守った。1961年1月2日、ムアンチャイ・TROとの再戦に判定勝利を収め、同王座の4度目の防衛に成功したが、同年12月16日、フィル・ラバロ（フィリピン）を迎えての5度目の防衛戦で大差の判定負けを喫し、この東洋王座を失った。
1962年7月2日、後楽園ジムでラバロと再戦。4Rに3度のダウンを喫して朦朧としながらも反撃を続け、同じ4Rにダウンを奪い返す反撃で最終的に判定勝利を収め、OBF東洋ウェルター級王座を再獲得した。しかしこの4度目の戴冠試合を最後に、1963年2月26日に同王座を返上して現役引退した。
引退後は一時期、帝拳ジムのトレーナーを務め鈴木信行を指導。1989年9月24日、病気により死去した。

## 獲得タイトル
- 第10代日本ウェルター級王座（防衛0）
- 第12代日本ウェルター級王座（防衛0）
- 第2代OBF東洋ウェルター級王座（防衛4）
- 第4代OBF東洋ウェルター級王座（防衛0）

受賞歴
- プロ・アマチュア年間表彰
  - 1957年度プロ部門殊勲賞
  - 1957年度プロ部門年間最高試合賞（OBF東洋ウェルター級タイトルマッチ）
  - 1959年度プロ部門敢闘賞